# Giro del Piemonte
Giro del Piemonte, znany również jako Gran Piemonte – jednodniowy wyścig kolarski rozgrywany w Apeninach, we Włoszech.
Od 2005 do 2019 należał do cyklu UCI Europe Tour z najwyższą po UCI World Tour kategorią (1.HC), a od 2020 należy do UCI ProSeries. 
Wyścig odbył się po raz pierwszy w roku 1906 i organizowany jest co rok, z przerwami w latach 1907, 1909, 1943–1944, 1968, 1975–1976, 2000, 2007, 2013–2014 oraz 2017.
Edycje z lat 1932, 1933 i 1945 rozegrane zostały w formie wieloetapowej (od dwóch do sześciu etapów), pozostałe edycje rozgrywano w formie jednodniowej.

## Zwycięzcy
Opracowano na podstawie:
| Rok  | Pierwsze                 | Drugie               | Trzecie                  |
| ---- | ------------------------ | -------------------- | ------------------------ |
| 1906 | Giovanni Gerbi           | Battista Danesi      | Luigi Ganna              |
| 1907 | Giovanni Gerbi           | Carlo Galetti        | Mario Gaioni             |
| 1908 | Giovanni Gerbi           | Luigi Chiodi         | Carlo Galetti            |
| 1910 | Vincenzo Borgarello      | Pietro Aymo          | Cesare Zanzottera        |
| 1911 | Mario Bruschera          | Carlo Galetti        | Giuseppe Santhià         |
| 1912 | Costantino Costa         | Francesco Innocenti  | Pasquale Uzzo            |
| 1913 | Romolo Verde             | Marcello Sussio      | Giovanni Abellono        |
| 1914 | Giuseppe Santhià         | Angelo Gremo         | Costante Girardengo      |
| 1915 | Natale Bosco             | Giovanni Nuvoli      | Federico Gay             |
| 1916 | Francesco Cerutti        | Paride Ferrari       | Giovanni Abellono        |
| 1917 | Domenico Schierano       | Francesco Cerutti    | Ugo Ruggeri              |
| 1918 | Ugo Bianchi              | Lorenzo Sinchetto    | Nino Ronco               |
| 1919 | Costante Girardengo      | Gaetano Belloni      | Angelo Gremo             |
| 1920 | Costante Girardengo      | Alfredo Sivocci      | Gaetano Belloni          |
| 1921 | Giovanni Brunero         | Giuseppe Azzini      | Alfredo Sivocci          |
| 1922 | Angelo Gremo             | Bartolomeo Aimo      | Costante Girardengo      |
| 1923 | Bartolomeo Aimo          | Camillo Arduino      | Angelo Gremo             |
| 1924 | Costante Girardengo      | Federico Gay         | Bartolomeo Aimo          |
| 1925 | Gaetano Belloni          | Bartolomeo Aimo      | Alfredo Binda            |
| 1926 | Alfredo Binda            | Giovanni Brunero     | Costante Girardengo      |
| 1927 | Alfredo Binda            | Battista Giuntelli   | Antonio Negrini          |
| 1928 | Marco Giuntelli          | Battista Giuntelli   | Amulio Viarengo          |
| 1929 | Antonio Negrini          | Alfredo Binda        | Battista Giuntelli       |
| 1930 | Ambrogio Morelli         | Aldo Canazza         | Fabio Battesini          |
| 1931 | Mario Cipriani           | Guglielmo Marin      | Giovanni Firpo           |
| 1932 | Giuseppe Martano         | Giuseppe Olmo        | Felice Lessona           |
| 1933 | Antonio Folco            | Andrea Minasso       | Battista Astrua          |
| 1934 | Learco Guerra            | Giuseppe Martano     | Domenico Piemontesi      |
| 1935 | Aldo Bini                | Domenico Piemontesi  | Romeo Rossi              |
| 1936 | Aldo Bini                | Giuseppe Olmo        | Giovanni Cazzulani       |
| 1937 | Gino Bartali             | Fausto Montesi       | Severino Canavesi        |
| 1938 | Pietro Rimoldi           | Severino Canavesi    | Aldo Bini                |
| 1939 | Gino Bartali             | Cesare Del Cancia    | Fausto Coppi             |
| 1940 | Cino Cinelli             | Aldo Bini            | Osvaldo Bailo            |
| 1941 | Aldo Bini                | Gino Bartali         | Osvaldo Bailo            |
| 1942 | Fiorenzo Magni           | Gino Bartali         | Pierino Favalli          |
| 1945 | Secondo Barisone         | Carlo Rebella        | Primo Volpi              |
| 1946 | Sergio Maggini           | Antonio Covolo       | Antonio Bevilacqua       |
| 1947 | Vito Ortelli             | Aldo Ronconi         | Mario Vicini             |
| 1948 | Renzo Soldani            | Dino-Placido Ottusi  | Andrea Carrea            |
| 1949 | Adolfo Leoni             | Fausto Coppi         | Fiorenzo Magni           |
| 1950 | Alfredo Martini          | Sergio Pagliazzi     | Loretto Petrucci         |
| 1951 | Gino Bartali             | Pasquale Fornara     | Vincenzo Rossello        |
| 1952 | Giorgio Albani           | Luciano Maggini      | Ettore Milano            |
| 1953 | Fiorenzo Magni           | Loretto Petrucci     | Giorgio Albani           |
| 1954 | Nino Defilippis          | Alfredo Martini      | Angelo Conterno          |
| 1955 | Giuseppe Minardi         | Angelo Conterno      | Adolfo Grosso            |
| 1956 | Fiorenzo Magni           | Pasquale Fornara     | Pietro Giudici           |
| 1957 | Silvano Ciampi           | Giuliano Michelon    | Giacomo Fini             |
| 1958 | Nino Defilippis          | Alessandro Fantini   | Arigo Padovan            |
| 1959 | Silvano Ciampi           | Aldo Moser           | Arigo Padovan            |
| 1960 | Alfredo Sabbadin         | Nello Fabbri         | Carlo Brugnami           |
| 1961 | Angelo Conterno          | Jos Hoevenaers       | Giovanni Pettinati       |
| 1962 | Vito Taccone             | Franco Cribiori      | Graziano Battistini      |
| 1963 | Adriano Durante          | Italo Zilioli        | Franco Cribiori          |
| 1964 | Willy Bocklant           | Jaume Alomar Florit  | Guido Carlesi            |
| 1965 | Romeo Venturelli         | Roberto Poggiali     | Dino Zandegù             |
| 1966 | Rudi Altig               | Franco Bitossi       | Gianni Motta             |
| 1967 | Guido De Rosso           | Roberto Ballini      | Mario Di Toro            |
| 1969 | Marino Basso             | Ole Ritter           | Cesarino Carpanelli      |
| 1970 | Italo Zilioli            | Mauro Simonetti      | Franco Balmamion         |
| 1971 | Felice Gimondi           | Gianni Motta         | Giorgio Favaro           |
| 1972 | Eddy Merckx              | Felice Gimondi       | Wladimiro Panizza        |
| 1973 | Felice Gimondi           | Marcello Bergamo     | Giancarlo Polidori       |
| 1974 | Francesco Moser          | Michel Pollentier    | Tino Conti               |
| 1977 | Roger De Vlaeminck       | Giuseppe Saronni     | Bernt Johansson          |
| 1978 | Gianbattista Baronchelli | Clyde Sefton         | Riccardo Magrini         |
| 1979 | Silvano Contini          | Wladimiro Panizza    | Gianbattista Baronchelli |
| 1980 | Gianbattista Baronchelli | Wladimiro Panizza    | Giovanni Battaglin       |
| 1981 | Marino Amadori           | Bruno Wolfer         | Luciano Rabottini        |
| 1982 | Faustino Rupérez         | Pascal Jules         | Michael Wilson           |
| 1983 | Guido Bontempi           | Sean Kelly           | Francesco Moser          |
| 1984 | Christian Jourdan        | Acácio da Silva      | Teun van Vliet           |
| 1985 | Charly Mottet            | Urs Zimmermann       | Robert Millar            |
| 1986 | Gianni Bugno             | Enrico Grimani       | Jean-François Bernard    |
| 1987 | Adrie van der Poel       | Eric Van Lancker     | Adriano Baffi            |
| 1988 | Rolf Gölz                | Gianni Bugno         | Marco Lietti             |
| 1989 | Claudio Chiappucci       | Søren Lilholt        | Per Pedersen             |
| 1990 | Franco Ballerini         | Dante Rezze          | Kim Andersen             |
| 1991 | Dżamolidin Abdużaparow   | Frédéric Moncassin   | Sammie Moreels           |
| 1992 | Erik Breukink            | Stephen Roche        | Alex Zülle               |
| 1993 | Beat Zberg               | Laurent Dufaux       | Fabrizio Bontempi        |
| 1994 | Nicola Miceli            | Roberto Petito       | Peter Meinert Nielsen    |
| 1995 | Claudio Chiappucci       | Stefano Zanini       | Davide Cassani           |
| 1996 | Richard Virenque         | Andrea Tafi          | Mauro Gianetti           |
| 1997 | Gianluca Bortolami       | Paolo Lanfranchi     | Biagio Conte             |
| 1998 | Marco Serpellini         | Daniele Nardello     | Stefano Colagè           |
| 1999 | Andrea Tafi              | Marco Serpellini     | Sergio Barbero           |
| 2001 | Nico Mattan              | Fabio Sacchi         | Matthé Pronk             |
| 2002 | Luca Paolini             | Matthias Kessler     | Gianluca Bortolami       |
| 2003 | Alessandro Bertolini     | Thomas Liese         | Angelo Lopeboselli       |
| 2004 | Allan Davis              | Alberto Ongarato     | Francesco Chicchi        |
| 2005 | Murilo Fischer           | Steven De Jongh      | Paride Grillo            |
| 2006 | Daniele Bennati          | Grégory Rast         | Gene Bates               |
| 2008 | Daniele Bennati          | Luca Paolini         | Alaksandr Usau           |
| 2009 | Philippe Gilbert         | Daniel Moreno        | Francesco Gavazzi        |
| 2010 | Philippe Gilbert         | Leonardo Bertagnolli | Matti Breschel           |
| 2011 | Daniel Moreno            | Greg Van Avermaet    | Luca Paolini             |
| 2012 | Rigoberto Urán           | Luca Paolini         | Gorka Verdugo            |
| 2015 | Jan Bakelants            | Matteo Trentin       | Sonny Colbrelli          |
| 2016 | Giacomo Nizzolo          | Fernando Gaviria     | Daniele Bennati          |
| 2017 | Fabio Aru                | Diego Ulissi         | Rinaldo Nocentini        |
| 2018 | Sonny Colbrelli          | Florian Sénéchal     | Davide Ballerini         |
| 2019 | Egan Bernal              | Iván Sosa            | Nans Peters              |
| 2020 | George Bennett           | Diego Ulissi         | Mathieu van der Poel     |
| 2021 | Matthew Walls            | Giacomo Nizzolo      | Olav Kooij               |
| 2022 | Iván García Cortina      | Matej Mohorič        | Alexis Vuillermoz        |
| 2023 | Andrea Bagioli           | Marc Hirschi         | Alex Aranburu            |
| 2024 | Neilson Powless          | Corbin Strong        | Alex Aranburu            |